# Маркетинг на интернету
Интернет маркетинг (енгл. Internet marketing) представља скуп стратегија и техника које користе интернет као канал пословне комуникације за подршку остваривања генералних маркетиншких циљева организације или предузећа.
Интернет маркетинг користи приступ који нуди директни маркетинг ослоњен на раст и развој телекомуникација и информатичку технологију. Интернет маркетинг је заправо интерактивни директни маркетинг. Ова врста маркетинга обухвата, како креативни, тако и технички аспект интернета, укључујући дизајн, развој, рекламе и маркетинг у конвенцијалном смислу речи. Дубока и прецизна фрагментација тржишта коју омогућава интернет маркетинг, а чији је исход „један човек — један сегмент“, омогућава прелазак са масовног на микромаркетинг.
Са аспекта дефинисања „класичног“ маркетинга, може се рећи да је интернет маркетинг збир активности које су употребљене у циљу усмеравања токова производа и услуга од произвођача према потрошачу (кориснику, купцу, клијенту) коришћењем интернета као канала пословне комуникације. Поред термина интернет маркетинг користе се и термини дигитални маркетинг, е-маркетинг, онлајн маркетинг, сајбер маркетинг, виртуелни маркетинг, интерактивни маркетинг.
Дигитални маркетинг представља есенцијални део савременог пословања и пружа неограничене могућности за раст и развој предузећа која своје пословање обављају или планирају да обављају путем интернета. Значај дигиталног маркетинга се огледа у омогућавању предузећима да прецизно таргетирају своју публику, мере успешност кампања у реалном времену, и прилагоде стратегије како би постигли најбоље резултате.

## Методе интернет маркетинга
Презентовање на интернету представља рекламу која има битне разлике у свим сегментима рекламирања у односу на стандардно рекламирање. Са становишта интернет маркетинга, а у складу са његовом дефиницијом, могу се набројати следеће метод:
1. SEO
2. Имејл маркетинг,
3. Банер,
4. Билтени (енгл. newsletter), електронске књиге (енгл. e-books) и остале технологије оглашавања,
5. Плаћено интернет оглашавање (енгл. pay per click advertising)
6. Припојени маркетинг или маркетинг филијала (енгл. affiliate marketing).
7. Блог

## SEO
SEO или оптимизација веб-сајтова за претраживаче представља део интернет маркетинга који се бави позиционирањем веб-сајтова на претраживачима за одређене кључне речи, а које пак највише одговарају садржају на датом сајту.
Циљ SЕО-а је повећање посећености на неком сајту. Истраживања показују да чак 90% свих посетилаца сајтова до конкретног сајта и долази преко неког претраживача. Веб-сајт је, сам по себи, средство маркетинга 24 сата на дан, седам дана у недељи, 365 дана у години, укључујући и празнике, а без годишњег одмора. Дакле, претраживачи представљају најквалитетнији извор циљане посећености на интернету.
У првој деценији 21. века један од основних веб-слогана био је: „Уколико не постојиш на интернету, ти не постојиш!“ Слоган Веб 2.0 технологија може се парафразирати: „Уколико ниси препознатљив на интернету, ти не постојиш.“

## Имејл маркетинг
Имејл маркетинг представља директну комуникацију са корисником производа или услуге у чему се и огледа његова предност. На основу прикупљених података са имејла, регистрационих форми и интерних извора података, могу се информисати сви они који желе да буду упућени у нечије пословање, производе, услуге. Имејл маркетинг служи за одржавање добрих односа са клијентима и битно је не запоставити већ постојеће муштерије већ их редовно обавештавати о активностима.

## Банер
Банер представља рекламу за производ или услугу која се налази на страници одређеног веб-сајта. Рекламирање предузећа се преко банера може вршити:
- Разменом банера са такозваним пријатељским веб-локацијама.
- Постављањем банера и реклама на веб-портале који ову услугу нуде бесплатно.
- Постављање банера на популарним сајтовима уз новчану надокнаду.

## Билтени
Битно је константно бити у свести потенцијалних партнера и билтени, електронске књиге и остале технологије оглашавања су један од начина за то. Предузеће, у зависности од своје динамике промене, шаље једном недељно, месечно или годишње свим постојећим и потенцијалним партнерима билтене, електронске књиге или електронску разгледницу и тиме обавештава пријављене на мејлинг листу о новостима у пословању. Тиме показује да увек мисли на своје кориснике. Важно је не спамовати кориснике и слати им само електронску пошту која се тиче оних области за које знамо да их интересују.

## Плаћено интернет оглашавање
Плаћено интернет оглашавање је такође једна од важних метода интернет маркетинга. Један пример је Google AdWords. Корисници приказују свој оглас, у овом случају на Гуглу, и сами бирају кључне речи, где се након резултата претраге са стране или на врху појављује њихов оглас.
Други пример јесу Фејсбук огласи који се налазе са десне стране Фејсбук профила и представљају комбинације банера и текстуалног огласа. Поред огромне базе корисника, важна чињеница је та да се може усмерити на конкретне групе људи. Огласи који циљају пријатеље нечијих пријатеља су велики потенцијал јер се број корисника свакодневно повећава.
Како Гугл, тако и Фејсбук огласи имају флексибилност цена, тачније могућност да се огласи плаћају по броју кликова (ЦПЦ) или по броју приказивања (ЦПМ).
Плаћено интернет оглашавање нуди циљање нове публике, мењање огласа по потреби и још неколико услуга све док не постигнете жељени резултат. Важно је то да нема захтеване минималне потрошње новца, а опцијом плаћања по клику пружа се могућност наплате само уколико неко кликне на Ваш оглас. Ово значи да ће сваки динар нечијег буџета повећати шансе за успех.

## Бесплатно интернет оглашавање
Бесплатни интернет огласи представљају интернет сервисе на којима посетиоци имају могућност да рекламирају своје услуге или производе без икакве новчане или материјалне надокнаде.

## Маркетинг филијала
Маркетинг филијала представља значајну грану маркетинга где једно предузеће плаћа провизију другом за сваког корисника који је одређеним маркетиншким стратегијама доведен на његов сајт. Један од начина јесу аукцијски сајтови и продаја производа, где је једно предузеће преко свог сајта линком довело корисника да купи производ другог сајта и за то добија проценат од продаје производа.

## Блог
Један од сигурно добрих начина Интернет промоције је и писање блога. Термин „блог“ је настао од 2 речи: „веб“ и „лог“ (енгл. web log, blog) - интернет дневник и представља посебну форму писања кратких текстова, везаних за једну област који су хронолошки поређани.
Постоје 3 типа блога:
1. лични блог који пише појединац о одређеној теми,
2. организацијски блог кога пише организација или компанија, која на тај начин комуницира са својим члановима и спољним светом и
3. бизнис блог који је направљен у сврху зарађивања новца или путем рекламирања или путем промоције и продаје својих услуга. Уколико се лични блог користи да би се остварили приходи, тада он постаје бизнис блог.

Изнајмљивање простора за рекламе, програми маркетинг филијала, постављање плаћених огласа, продаја производа, промоција услуга представљају само неке од начина да се заради од блога.